# Sreče kolo
Sreče kolo je drama Antona Medveda.

## Obnova

### Osebe
- Pavel Laner, tovarnar in kapitalist.
- Ema, njegova žena.
- Angela, njuna hči.
- Simon Laner, Pavlov brat, profesor.
- Rihard Levinič, vodja tovarne.
- Ivan Štriga, zasebnik.
- Elza Contare, bankirjeva hči.
- Emil Kranich, podjetnik.
- Avgust Kilman, graščak v Zagrebu.
- Jožef Kotel, računovodja v tovorni.
- Janez Slapar, delavec.
- Micka, Lanerjeva služkinja.
- Okrajni komisar, predsednik shoda, Kotlova žena, natakarica, delavci.

Godi se v novejšem času na robu mesta s kakimi 20.000 prebivalci.

### 1. del
Levinič skuša delavce na socialnem shodu prepričati, da socialno vprašanje lahko reši le katoliška vera, v duhu okrožnice papeža Leona. A delavci negodujejo, Slapar odkrito pove, da je vera sredstvo oblasti, ta pa ni pravična. Komisar go nemudoma prekine in shod razpusti, delavci se jezni razidejo, Levinič pa se sreča z Lanerjem in njegovo družino. Laner kupuje grad, računa na grajski gozd, iz katerega bo železnici dobavljal pragove. Medtem ko je ves v poslu, se njegova žena pusti zapeljevati od galantnega Štrige, med Rihardom in Angelo pa se spleta resna ljubezen. Angelino čustvo do Riharda je nežno in blago, pravo nasprotje strastni in samovoljni Elzi, ki svojega poročnika celo podpira z očetovim denarjem Toda nad Contarejevo banko (Avgenda) se zbirajo črni oblaki, zmanjkalo je 8 tisočakov.

### 2. del
Simon svari brata, naj bo s Contarejem previden, kraja v Avgendi se mu zdi maska za nekaj drugega, saj živi bankir prek vse mere razkošno ... A Pavel, ki je Contarejev družabnik, bankirju zaupa, sklenil je bil celo, da bo Angelo poročil z njegovim sinom. Tudi Kranichu verjame, da je naročilo za železniške pragove že zagotovljeno. Medtem se Ema prepušča Štrigovemu zapeljevanju, saj je ob prezaposlenem in trdem možu nezadoščena, hrepeni po pozornosti in romantiki. Tudi ljubezen med Angelo in Rihardom napreduje, razodeneta si svoja čustva in si obljubita večno zvestobo. Levinič ni le poštenjak, je tudi dober: Kotla, ki ga je bil Laner pognal kot pijanca, sprejme nazaj v službo, delavcem pa da 1. maj prost dan in predujem na plačo.

### 3. dejanje
Simon opozori brata na govorice, ki se širijo o zvezi med Emo in Štrigom. Laner sprva ne verjame, nato nastavi past: odpotuje in se nepričakovano vrne. Štrigo se resi s skokom skoz okno, Ema taji, a Pavel je neizprosen, ženo požene od hiše. Vtem pridejo hude novice o dogajanju v Avgendi, Pavel Leviničem odhiti tja in se vrne uničen: Contare si je pognal kroglo v glavo, našla sta ga mrtvega, banka je v stečaju, Pavel je izgubil ves vloženi denar! Obupana Elza pride k Angeli po slovo: izučena je, oholost jo je minila, obtoži se, da tudi sama, iz slepe ljubezni, pomagala večati očetov dolg; o to še ni vse - postala bo mati!

### 4. dejanje
Delavci zahtevajo večje plače, Levinič, ki ga imajo radi in mu zaupajo, jih prepriča, do se pomirijo. Kaže, da bo tudi Lanerju lahko rešil nekaj premoženja iz propadle Avgende, zato se opogumi in zaprosi gospodarja za Angelino roko. Toda Lanerja nesreča se ni izučila, Leviniča poniževalno odbije, češ do je Angela že zaročena, in Leviniču ne ostane drugega, kot da odpove službo. Šel bo domov in kot družabnik svojega brata delal v lastnem podjetju; z Angelo se težko ločita, a Simon, ki je na njuni strani, ju bodri, da vse upanje še ni izgubljeno. Bodri tudi Emo, ki ji je bil dal zatočišče, skuša jo rešiti njenih romantičnih iluzij: Štriga je ničvrednež, pusti se vzdrževati neki bogati vdovi, kateri je obljubil zakon, svakinja naj ga čim prej pozabi in se vrne k možu. Ema prizna da si je nakopala dolg v Štrigovo korist, Simon pa bo dolg poravnal sam iz svojih profesorskih prihrankov. Simonova dobrota da Emi pogum, da se odloči: moža bo prosila odpuščanja in pomagala osameli hčerki.

### 5. dejanje
Na Lanerja se zgrinja udarec za udarcem: tovarna stoji, koncesijo pri železnici so oddali drugemu, že narejene pragove je moral prodati za smešno nizko ceno - izgubil je takorekoč vse, v njem ugaša volja do dela in boja. Na Simonovo prigovarjanje sprejme ženo nazaj, nato brzojavi po Leviniča in hčerki pove, da njeni ljubezni ne nasprotuje več. A Levinič je že tu; za svojo tovarno je bil dobil odlično naročilo, hoče ga prepustiti Lanerju, to bo tovarno gotovo rešilo iz vode. Toda Pavel si želi le še počitka in miru, tovarno in vse imetje prepusti Leviniču in ga zaroči z Angelo. Ljubimca sta presrečna in Rihard rad izpolni Angelino prošnjo, vesel da njegova nevesta v sreči ne pozabi na tujo nesrečo: Poročnik Ramikos, Elzin ljubimec, nujno potrebuje denar, da bo lahko izstopil vojske in se poročil z Elzo, zato prosi za posojilo ... Levinič veli pognati stroje v tovarni in že so tu tudi delavci s Slaparjem in Kotlom, ki se je bil poboljšal in postal zanesljiv uradnik: za Leviniča in pod njegovim vodstvom so vsi pripravljeni takoj prijeti za delo! Levinič jim obljubi, da ne bo hlepel po bogastvu, pošteno jim bo plačeval njihov trud. Tedaj se zasliši krik: Pavel je mrtev, skočil je bil v zagonsko kolo. Ema in Angela obupno jočeta. Levinič pa spozna, da je človek lahko srečen le na stroške tuje sreče: kolo sreče enega dvigne, a obenem stre drugega.